# ناوچه مرششت
ناوچه مرششت (به انگلیسی: Romanian frigate Mărășești) یک کشتی بود که طول آن ۱۴۴٫۶ متر (۴۷۴ فوت ۵ اینچ) بود. این کشتی در سال ۱۹۸۵ ساخته شد.